# Glenford Hughes
Glenford Hughes (ur. 19 października 1982) – anguilski piłkarz grający na pozycji bramkarza, reprezentant Anguilli, grający w reprezentacji w 2011 roku.

## Kariera reprezentacyjna
Glenford Hughes rozegrał w reprezentacji jedno oficjalne spotkanie podczas eliminacji do MŚ 2014. W tym spotkaniu, jego ekipa na wyjeździe podejmowała drużynę Dominikany. Anguilla przegrała 0-4. W 87. minucie zmienił Kevina Hawleya.

## Mecze w reprezentacji
| Lp. | Data          | Miejsce       | Sędzia główny | Gospodarz  | vs | Gość     | Wynik | Uwagi          |
| --- | ------------- | ------------- | ------------- | ---------- | -- | -------- | ----- | -------------- |
| 1.  | 10 lipca 2011 | San Cristóbal | Marcos Brea   | Dominikana | –  | Anguilla | 4:0   | el. do MŚ 2014 |